# Lee Ka Man
Lee Ka Man, född 28 november 1986, är en hongkongsk roddare. 
Lee Ka Man tävlade för Hongkong vid olympiska sommarspelen 2008 i Peking, där hon slutade på 23:e plats i singelsculler.
Vid olympiska sommarspelen 2016 i Rio de Janeiro slutade hon tillsammans med sin syster Lee Yuen Yin på 16:e plats i lättvikts-dubbelsculler.